# Grinzane Cavour
Grinzane Cavour – miejscowość i gmina we Włoszech, w regionie Piemont, w prowincji Cuneo.
Według danych na rok 2004 gminę zamieszkiwało 1812 osób, 604 os./km².